# ロシャス
ロシャス (Rochas) は、マルセル・ロシャス（1902-1955）によって1925年に創設された、ファッション、香水、腕時計、アクセサリーのブランドである。マルセル・ロシャスは、七分丈コートとポケットつきスカートを初めて発表したフランスのファッションデザイナーである。現在は、多国籍企業のインターパルファム社の傘下にある。

## 歴史
2002年にクリエイティブ・ディレクターとしてオリヴィエ・ティスケンスが就任して以来、ファッションデザインの評価が高まる （彼の着任以前は、ロシャスのファッションはさほど注目されていなかった）。ティスケンスは、着任後わずか数ヶ月のうちに、フランス風エレガンスという、全く新しいブランドイメージを創り上げた。2003年秋に披露された彼の初コレクションは、style.comにより、「魅惑的」、「非の打ち所がない」と絶賛された。その後の数年間、ロシャスは、ファッションジャーナリストたちの賛辞を集め、忠実なファンを惹きつけ続けた。
ロシャスの顧客には、ニコール・キッドマン、ジェニファー・アニストン、キルスティン・ダンスト、ケイト・ボスワース、ジェニファー・ロペス、レイチェル・ワイズ、サラ・ジェシカ・パーカーなどがいる。2006年、ティスケンスは、アメリカファッション協議会が主催するCFDAファッションアワード国際賞を受賞した。しかし、「デミクチュール」（大量生産ではなく高コストのハンドメイドだが、手縫いやフィッティングの数に関する厳密なルールのあるオートクチュールの範疇には入らない、特殊な製品）をターゲットにした方向性が、ビジネス戦略として成り立つのかという疑問の声が業界関係者から上がっていた。毛皮のガウンは、高価なものでは2万ドルを超えることもあり、ごく一部の超富裕層以外は手の出ないものであった。ティスケンスは、ファッションには純粋なアプローチで臨み、アクセサリー販売やより安価な姉妹品を創ることで収益の安定を図る方針は採らなかった。
2006年7月、親会社であったプロクター・アンド・ギャンブルは、ロシャスのファッション部門の廃止を発表、多くの関係者に衝撃を与えた。ある匿名のベテランデザイナーは、その廃止についてニューヨークタイムズ紙に「あれほど完璧なオーダーメイドのビジネスが存続できなくなっているという現状は、本当に残念だ。すべて損得で判断されてしまっているが、ファッションにおいて最も大切な要素は経済性ではなく、通常の経済モデルは追求すべきでない。美のために投資することが忘れられているのではないか」と語っている。
2008年、ロシャスのファッション部門を再開する計画が発表される。同年11月3日、その新ファッションブランドのアーティスティック・ディレクターとして、マルコ・ザニーニを招聘。2009年2月のパリファッションウィークで、彼の初コレクションが披露された。ブランド創業者のマルセル・ロシャスからマルコ・ザニーニまで、50年が経過していた。マルコ・ザニーニは1971年に生まれ、ミラノ美術学校を1995年に卒業。ドルチェ&ガッバーナのプレタポルテ部門でアシスタントを務めた後、ドナテラ・ヴェルサーチの右腕となって支えた。その後、米国ブランドホルストンの再ローンチを手掛けている。
ロシャスは2009年、プレタポルテコレクションの責任者として、マルコを指名する。彼の「1個1個、レンガを積む」ように、シーズンごとに刷新されたロシャスブランドの基礎を築いていくという志、毎回の新コレクションを「予想を超えた」ものにするという信念により、ロシャスのファッションを再興することに成功した。
2013年9月、ザニーニは、5年間にわたって育て上げたブランド、ロシャスを離れ、スキャパネリのクリエイティブ・ディレクターに就任することが明らかとなった。ザニーニの後任には、自身のブランド「No.21」のデザインも手掛けているアレッサンドロ・デラクアが就任するものとみられる。彼のロシャスでの初のショーは、2014年2月の予定。
2015年にインターパルファム社が買収。

## 商品

### 香水
主に、黒いレース柄のピンク色のパッケージの香水「ファム（Femme）」で知られている。
- ファム（1945）
- マダム（1960）
- オードロシャス（1970）
- ロシャスマン（1990）
- オードロシャスマン（1993）
- Tocade（1994）

### 腕時計
スイス製のファッション腕時計を展開している。日本の総代理店はミスズである。